# Rock Bottom: In Your House
Rock Bottom: In Your House was een professioneel worstel-pay-per-view (PPV) evenement dat georganiseerd werd door de World Wrestling Federation (WWF, nu WWE). Het was de 26ste editie van In Your House en vond plaats op 13 december 1998 General Motors Place in Vancouver, Brits-Columbia, Canada. Het evenement werd vernoemd naar de The Rock's finishing manoeuvre Rock Bottom.

## Matches
| Nr. | Match | Winnaar(s)              | Opmerkingen                                                                             | Bron  |
| --- | --- | ----------------------- | --------------------------------------------------------------------------------------- | ----- |
| 1H  | Duane Gill (c) (met The J.O.B. Squad: Al Snow, Scorpio en Bob Holly) vs. Matt Hardy (met Jeff Hardy)                    | Duane Gill              | Eén-op-één match voor het WWF Light Heavyweight Championship. Vooraf opgenomen op Heat. | [ 2 ] |
| 2H  | Kevin Quinn vs. Brian Christopher                                                                                       | Kevin Quinn             | Eén-op-één match. Vooraf opgenomen op Heat.                                             | [ 2 ] |
| 3H  | Triple H (met Billy Gunn, Chyna, Road Dogg & X-Pac) vs. Droz (met Animal)                                               | Triple H                | Eén-op-één match. Vooraf opgenomen op Heat.                                             | [ 2 ] |
| 4H  | The New Age Outlaws (Billy Gunn & Road Dogg) vs. The Acolytes (Bradshaw & Faarooq)                                      | The New Age Outlaws     | Tag Team match. The Outlaws wonnen door diskwalificatie. Vooraf opgenomen op Heat.      | [ 2 ] |
| 5   | D'Lo Brown & Mark Henry (met Jacqueline & Terri Runnels) vs. Supply & Demand (The Godfather & Val Venis)                | D'Lo Brown & Mark Henry | Tag Team match.                                                                         | [ 3 ] |
| 6   | The Headbangers (Mosh & Thrasher) vs. The Oddities (Golga & Kurrgan) (met Giant Silva en Luna Vachon)                   | The Headbangers         | Tag Team match.                                                                         | [ 3 ] |
| 7   | Steve Blackman vs. Owen Hart                                                                                            | Steve Blackman          | Eén-op-één match. Blackman won door een count out.                                      | [ 3 ] |
| 8   | The Brood (Christian, Edge & Gangrel) vs. The J.O.B. Squad (Al Snow, Scorpio en Bob Holly) (met Head)                   |                         | 6-Man Tag Team match.                                                                   | [ 3 ] |
| 9   | Goldust vs. Jeff Jarrett (met Debra)                                                                                    | Goldust                 | "Strip Tease" match. Goldust won door diswalificatie.                                   | [ 3 ] |
| 10  | The New Age Outlaws (Billy Gunn & Road Dogg) (c) vs. The Corporation (Big Boss Man & Ken Shamrock) (met Shawn Michaels) | The New Age Outlaws     | Tag Team match voor het WWF Tag Team Championship.                                      | [ 3 ] |
| 11  | Mankind vs. The Rock (c) (met Mr. McMahon en Shane McMahon)                                                             | Mankind                 | Eén-op-één match voor het WWF Championship. Mankind won door knockout.                  | [ 3 ] |
| 12  | Stone Cold Steve Austin vs. The Undertaker (met Paul Bearer)                                                            | Stone Cold Steve Austin | Buried Alive match om deel te nemen aan de Royal Rumble match.                          | [ 3 ] |